# Sarcophyton glaucum
Sarcophyton glaucum, también conocido como coral de cuero rugoso, es una especie común de coral blando que se encuentra desde el mar Rojo hasta el océano Pacífico occidental. Sarcophyton glaucum pertenece al filo Cnidaria, la clase Anthozoa y la familia Alcyoniidae.

## Antecedentes
S. glaucum pertenece al género Sarcophyton, que es uno de los siete géneros conocidos de Alcyoniidae. En el mar Rojo, S. glaucum es uno de los corales blandos más abundantes de la familia Alcyoniidae. El mar Rojo es el hogar nativo del 40% de las 180 especies conocidas de corales blandos.
Los corales blandos como S. glaucum de la familia Alcyonniidae no tienen un exoesqueleto duro. Son sedentarios y se identifican taxonómicamente como escleritos calcáreos en sus exoesqueletos. Sarcophyton tiene pólipos con ocho tentáculos. Los corales Sarcophyton construyen colonias monoespecíficas, que generalmente se encuentran en una variedad de hábitats planos de arrecifes intermareales, submareales y cercanos a la costa. Los corales S. glaucum individuales crecen hasta 80 cm generalmente en arrecifes planos, en lagunas y en laderas hacia el mar.
Dentro de los organismos biodiversos y productivos del coral de cuero en bruto hay muchos microorganismos que brindan beneficios al coral huésped. Los microorganismos que viven en S. glaucum protegen al huésped contra los patógenos y, posiblemente, también le suministren nutrientes.

## Investigación
Los corales del género Sarcophyton se utilizan a menudo para la investigación en la industria farmacéutica. S. glaucum es un productor de sarcofitol A, un diterpenoide reconocido por poseer bioactividad inhibidora de tumores. El análisis de los cembranoides dentro de S. glaucum ha demostrado que inhiben los tumores. También se demostró que los metabolitos de S. glaucum son antimicrobianos, antifúngicos y neuroprotectores. El estudio "Cembranoides bioactivos del coral blando del Mar Rojo Sarcophyton glaucum " concluyó que varios compuestos aislados de muestras de S. glaucum pueden investigarse más a fondo para la investigación y el tratamiento del cáncer.
Otros estudios también han demostrado las propiedades antibacterianas de S. glaucum. En un estudio titulado “Diversidad filogenética y actividad antimicrobiana de bacterias marinas asociadas con el coral blando Sarcophyton glaucum ”, los autores investigaron las propiedades bacterianas de S. glaucum  Los autores encontraron que los corales blandos como S. glaucum se pueden usar para detectar bacterias productoras de antibióticos. Identificaron muchas propiedades antimicrobianas dentro de las bacterias de S. glaucum, como las bacterias del filo Firmicutes, Gamma proteobacteria y Actinobacteria. Los análisis químicos de 16 especies diferentes de Sarcophyton revelaron una gama de otras actividades biológicas. S. glaucum tiene muchos terpenos de cembrana. Los terpenos del género Sarcophyton protegen contra insectos y plagas, inflamación, virus y bioincrustaciones.
S. glaucum es un coral prominente utilizado en la acuicultura. La especie S. glaucum se puede separar en seis clados, diferenciados por los análisis de secuencia de proteínas mitocondriales, según un estudio de Costa et al. El estudio “Fotobiología y crecimiento del coral cuero Sarcophyton cf. glaucum sembrados con poca luz en un sistema recirculado” probó cómo cambiar la intensidad de la luz, un componente necesario para mantener la salud y la productividad del coral, afecta el crecimiento y la supervivencia de S. glaucum. Los resultados de un estudio de los efectos de los tratamientos de radiación fotosintéticamente activa (PAR) en S. glaucum indicaron que la especie de coral blando pudo crecer y sobrevivir en bajas intensidades de PAR. La fotobiología de S. glaucum no se vio afectada negativamente en intensidades bajas de PAR, mientras que la concentración de endosimbiontes de coral aumentó en estas condiciones. Los resultados sugieren que se puede utilizar un PAR bajo en el cultivo ex situ de S. glaucum.

## Galería de imágenes

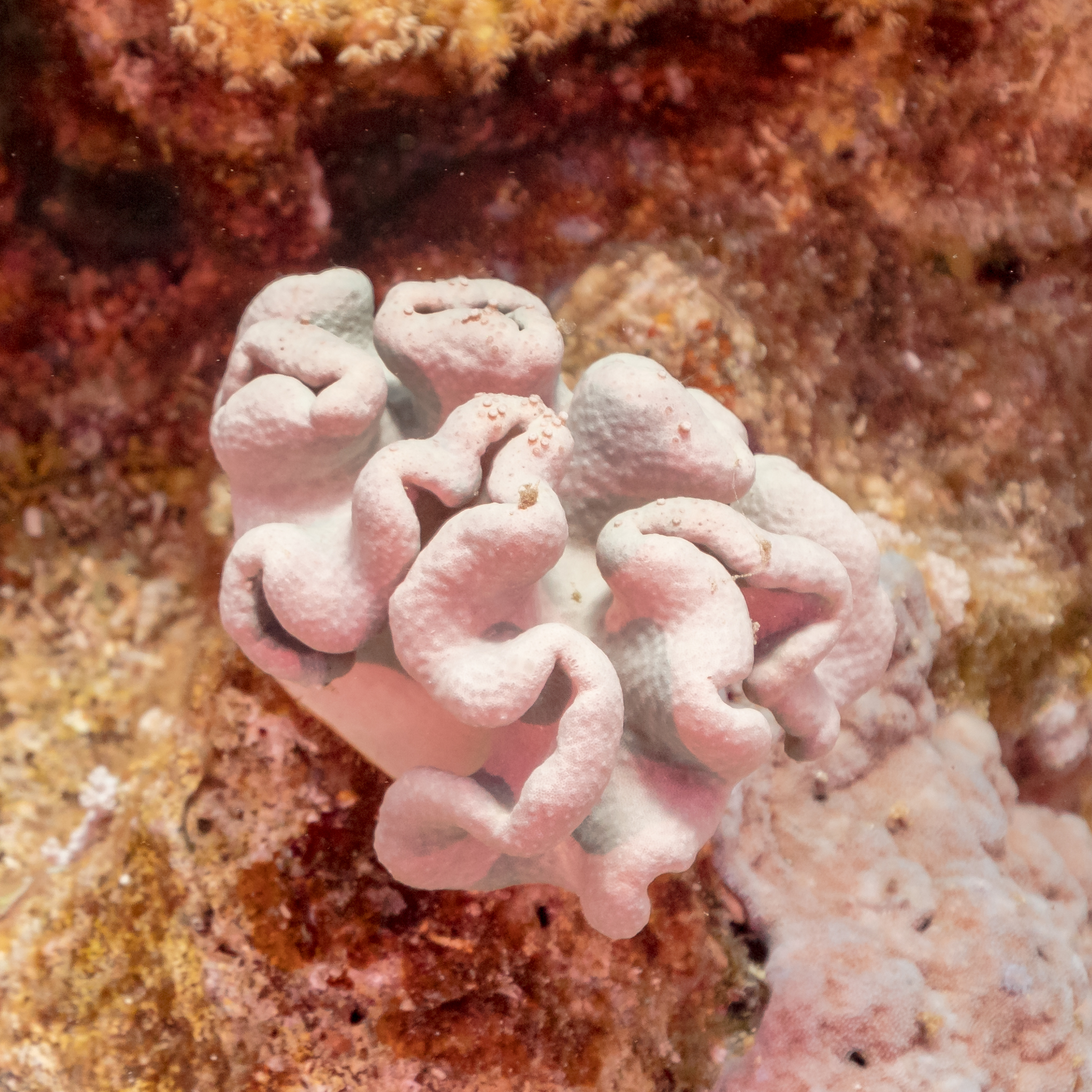
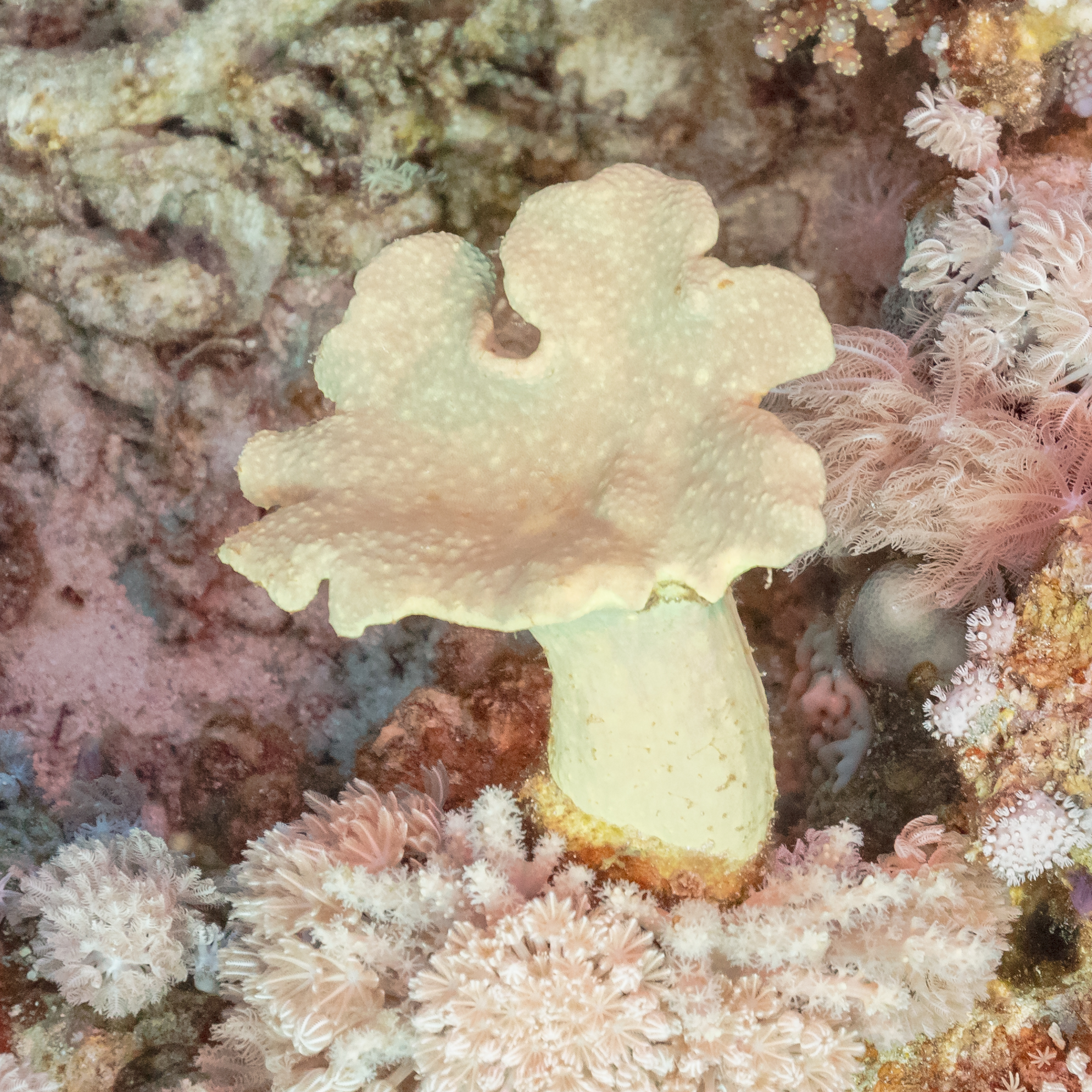
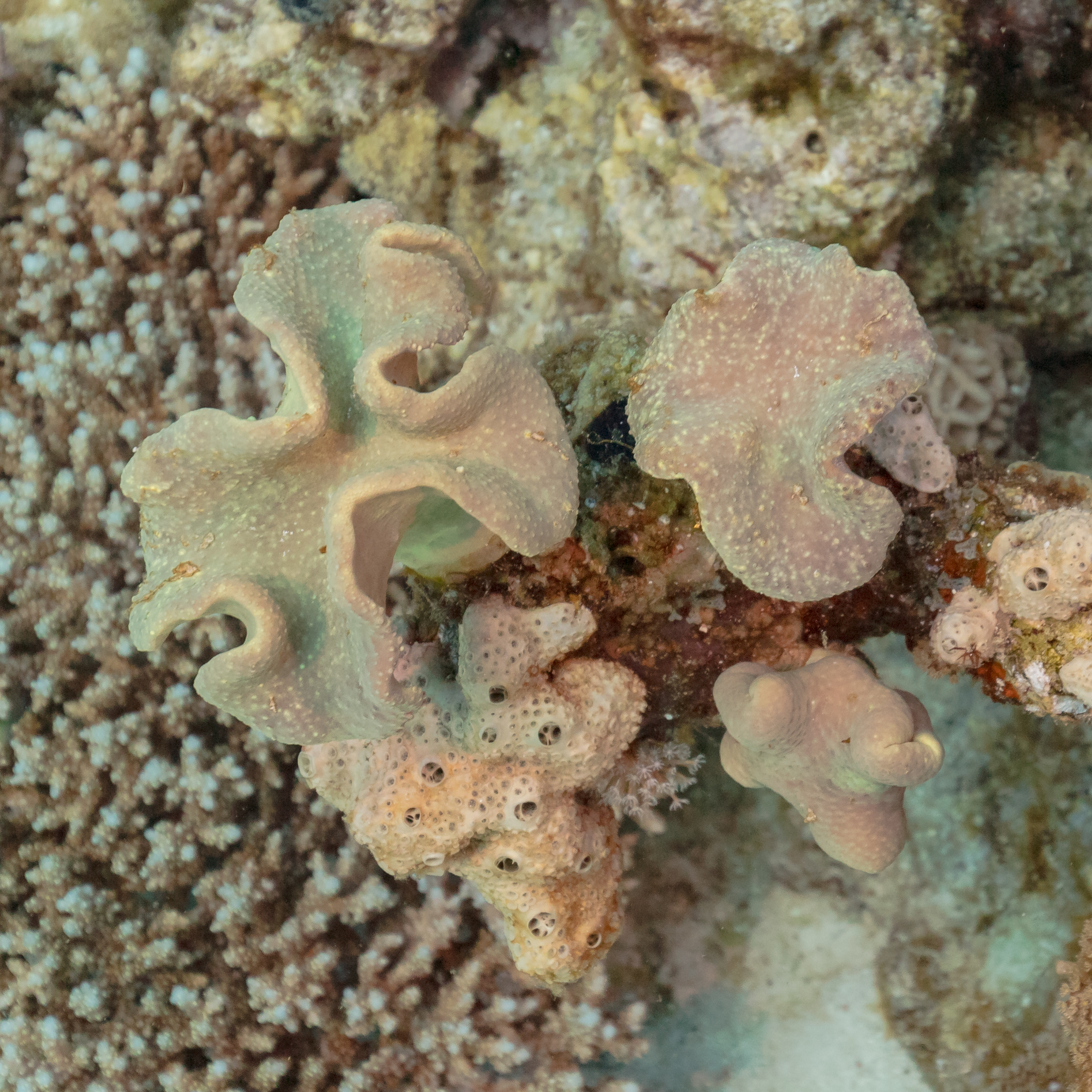
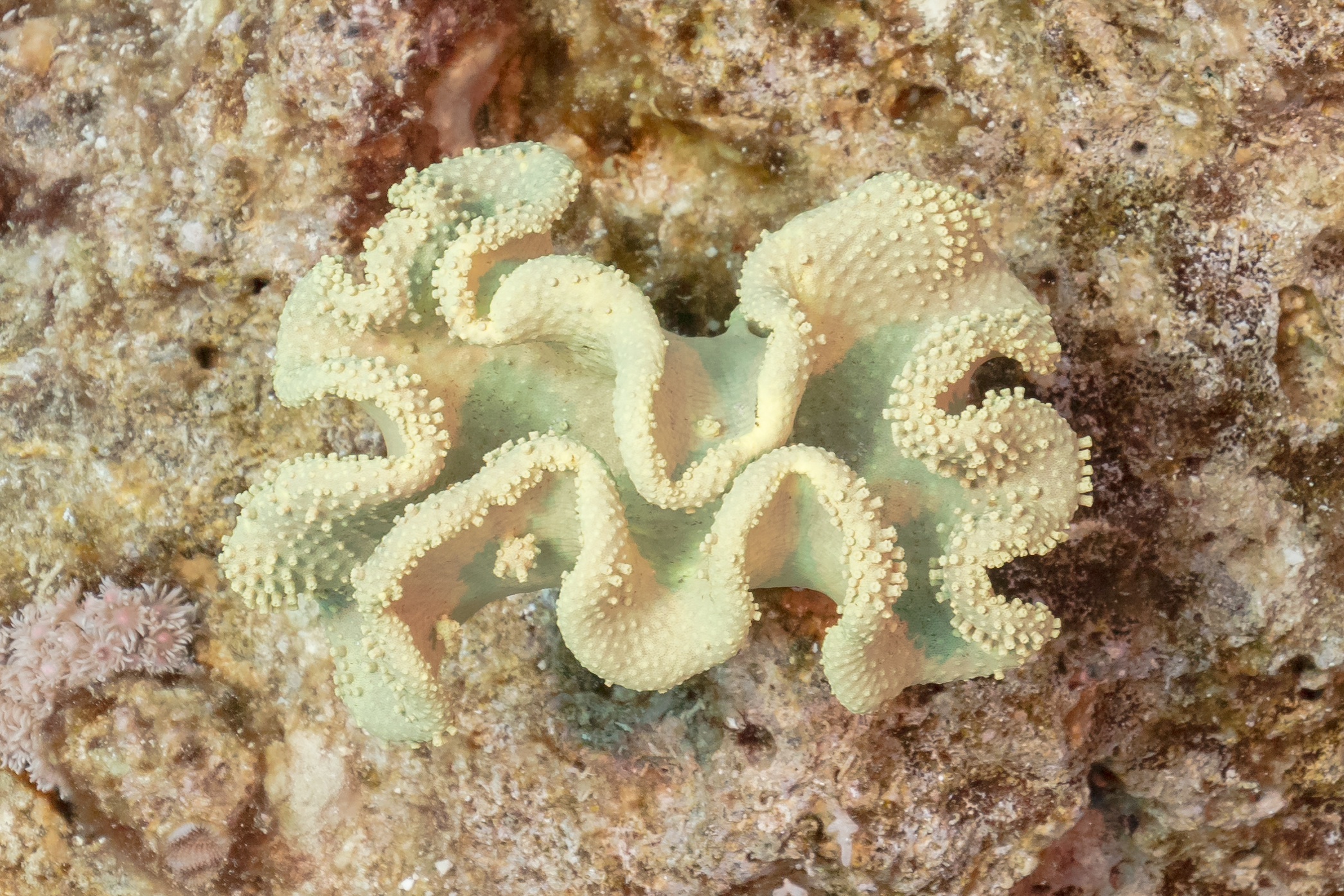
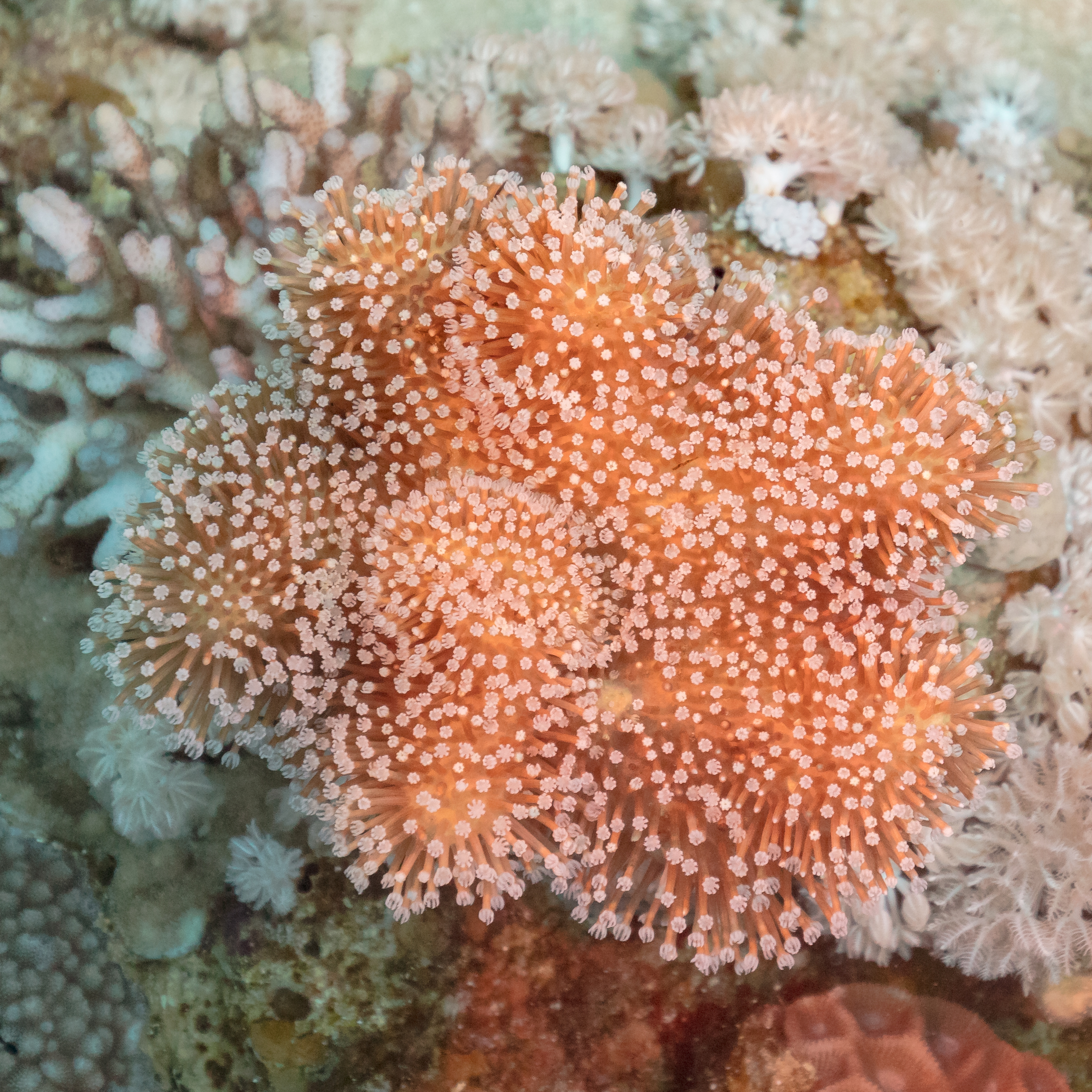
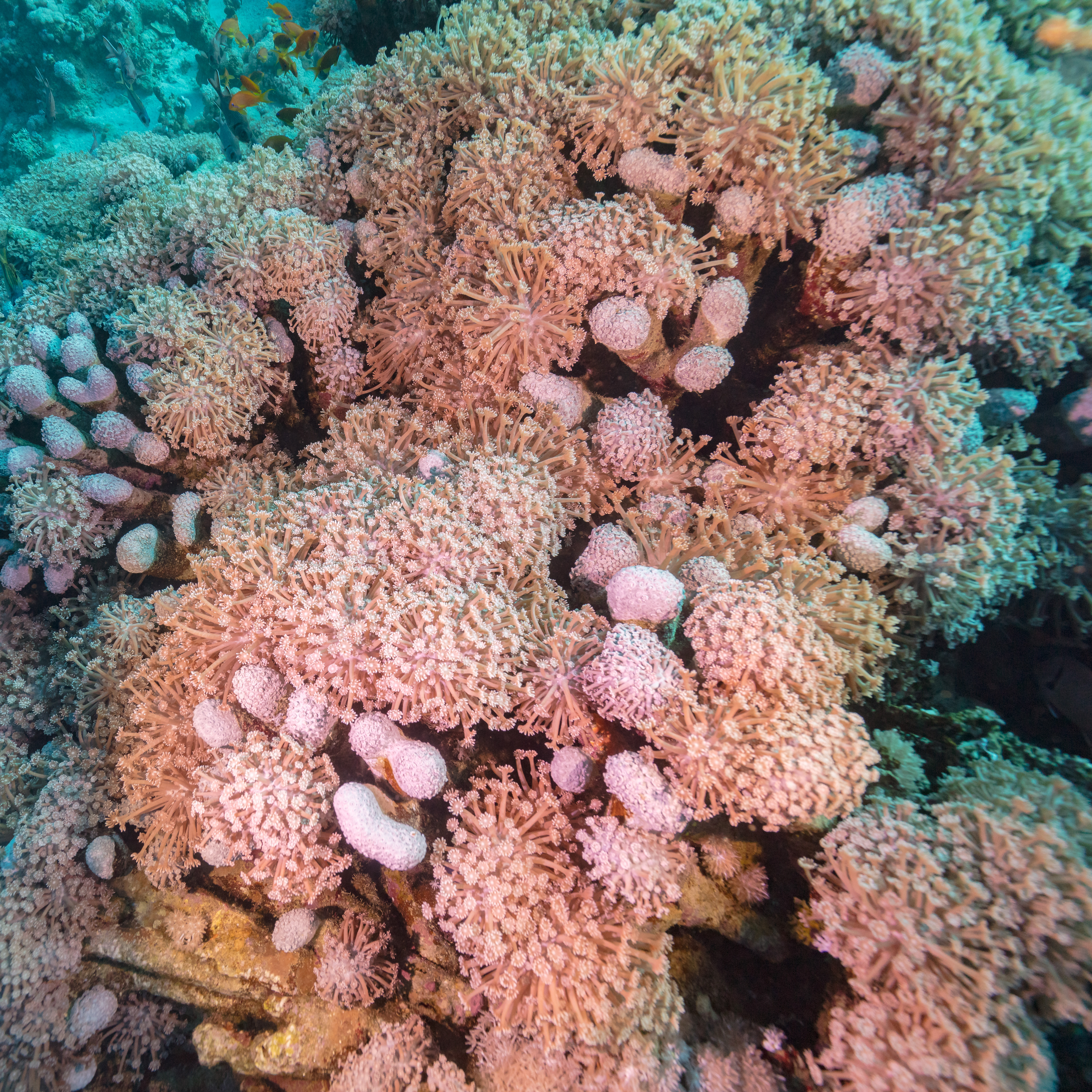
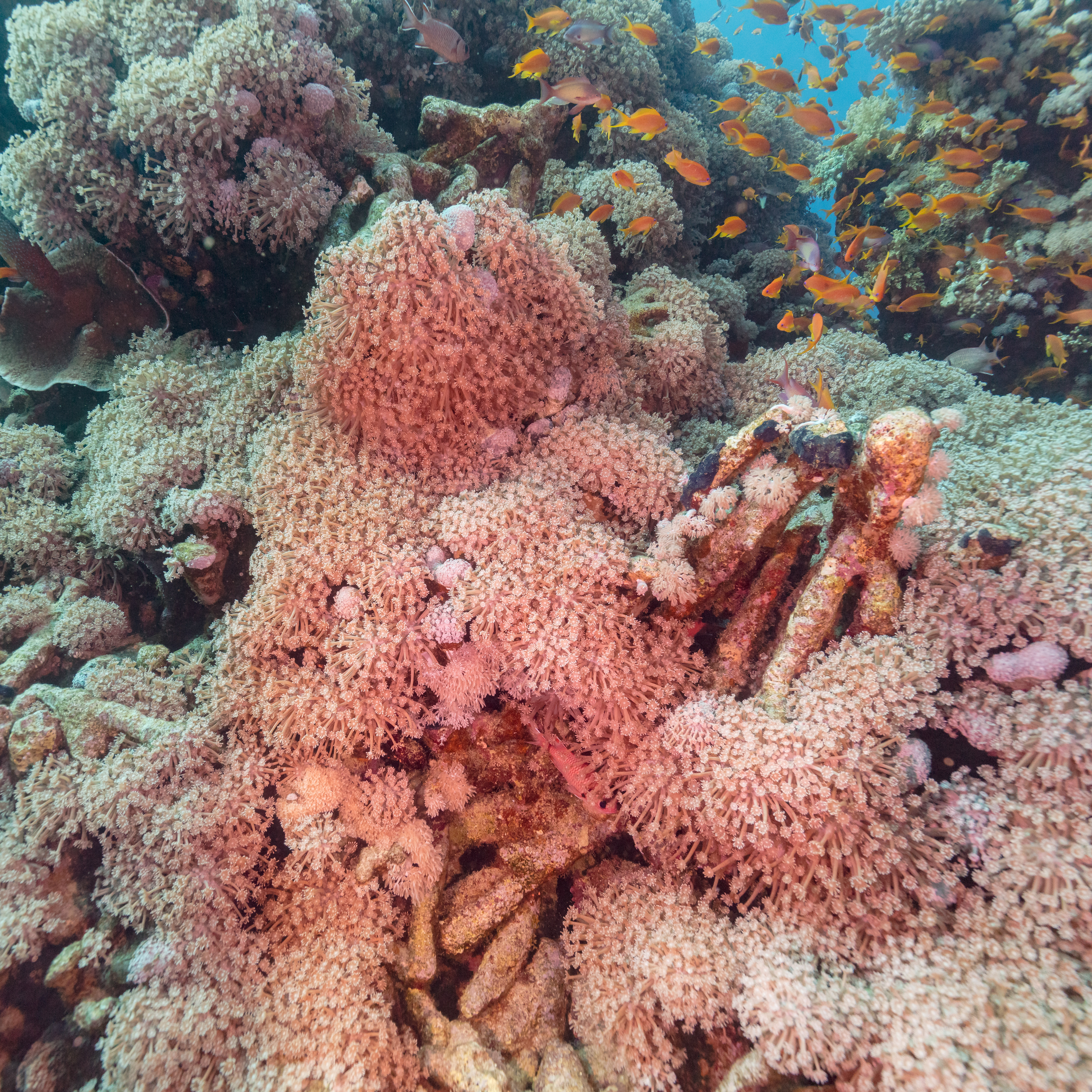
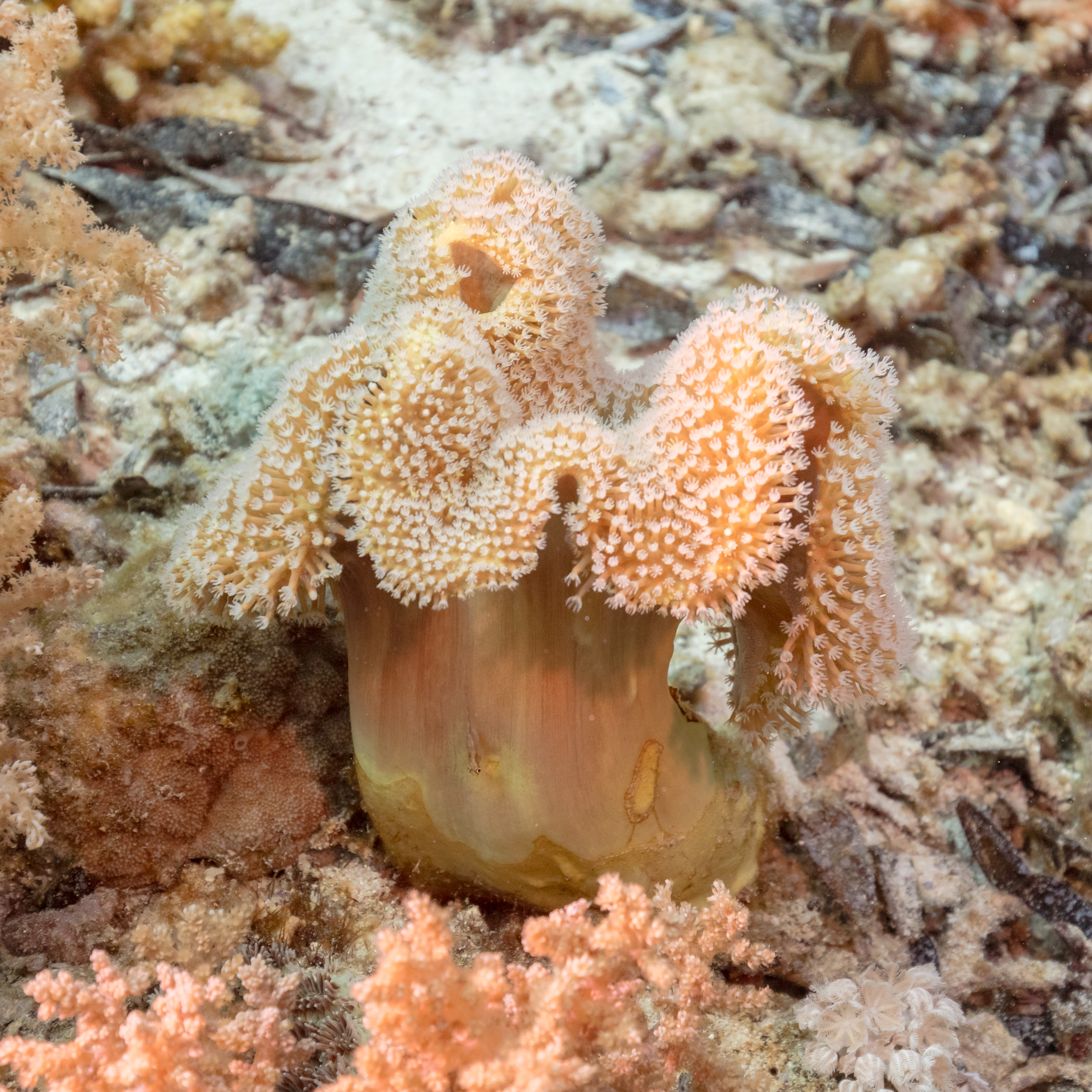
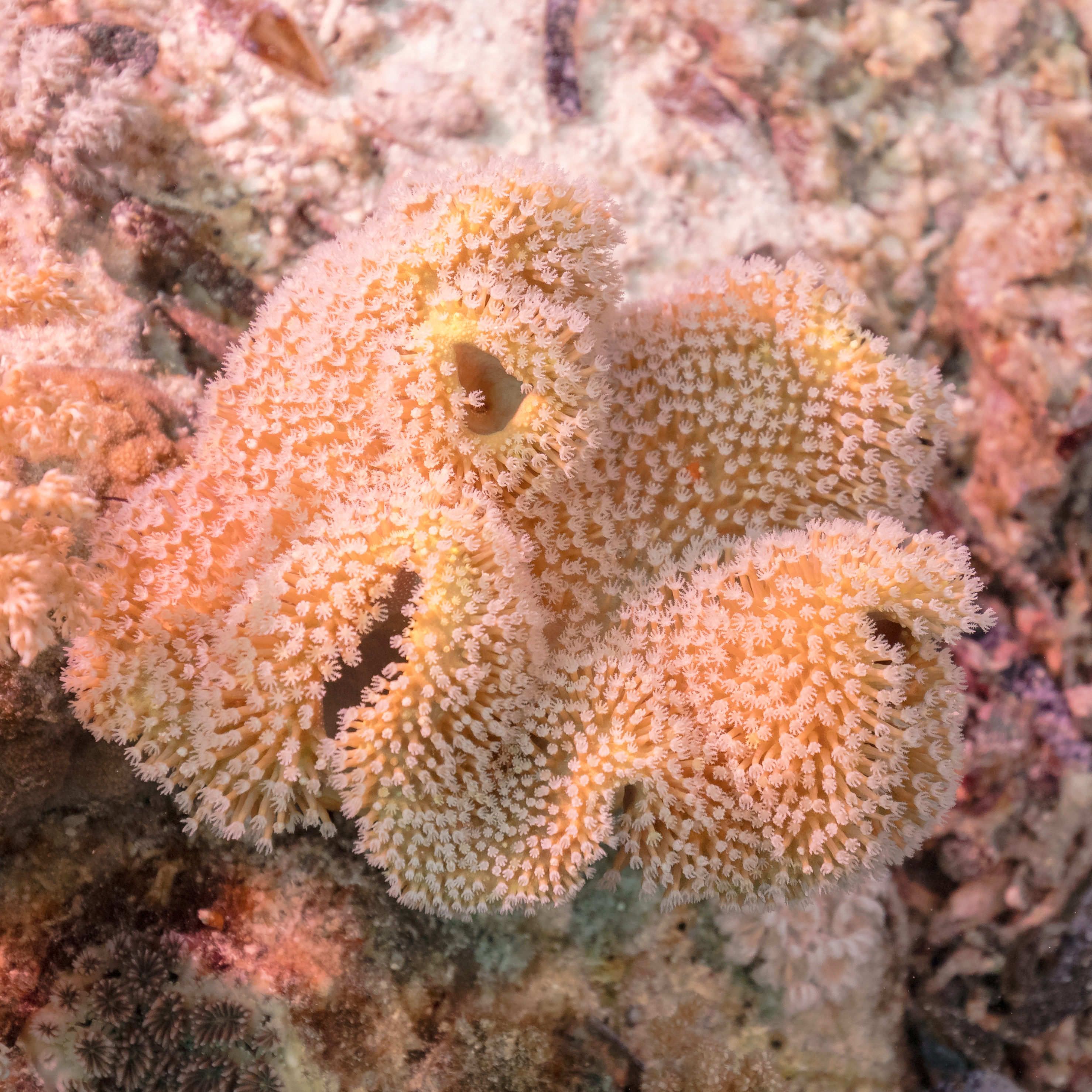